# Assassinat... 1, 2, 3
Assassinat... 1, 2, 3  (títol original: Murder by Numbers) és un thriller psicològic pel·lícula estatunidenca dirigit l'any 2002 per Barbet Schroeder. Ha estat doblat al català
Es va presentar en selecció oficial al Festival de Canes 2002.

## Argument
Richard i Justin, dos alumnes brillants del tot oposats, mantenen secretament una profunda amistat i decideixen arribar al cim de la llibertat: matar un ésser humà gratuïtament. Un pla perfecte, una víctima escollida a l'atzar. Però és sense comptar amb Cassie Mayweather, una dona policia, antiga víctima d'intent d'homicidi, que sospita ràpidament dels dos protagonistes. Queda el més difícil: provar que el seu instint no l'enganya.

## Repartiment
- Sandra Bullock: Cassie Mayweather / Jessica Marie Hudson
- Ben Chaplin: Sam Kennedy
- Ryan Gosling: Richard Haywood
- Michael Pitt: Justin Pendleton
- Agnes Bruckner: Lisa Mills
- R.D. Call: capità Rod Cody
- Chris Penn: Ray Feathers
- Tom Verica: ajudant del fiscal Al Swanson
- John Vickery: responsable del restaurant
- Brian Stepanek: membre del consell Marshall
- Nick Offerman: policia a la casa de Richard
- Janni Brenn: Sra Elder
- Michael Canavan: M. Chachi
- Krista Carpenter: Olivia Lake, la víctima
- Dennis Cockrum: un criminalista a la casa de Ray
- Nancy Osborne: mare de Richard
- Christine Healy: mare de Justin
- Neal Matarazzo: oficial en flashback

## Producció

### Rodatge
El film ha estat rodat a Califòrnia:
- Los Osos
- Montrose
- Altadena
- Ranxo Palos Verdes
- La casa flotant de Cassie Mayweather és a Morro Bay al 541 Embarcadero
- Les escenes en les escoles han estat rodades al Calabasas High School a Calabasas
- a San Luis Obispo:
  - La plaça de policia de San Benito és el palau de justícia del comtat
  - Les escenes en exterior han girat sobre la Missió Plaza
- a Los Angeles
  - Les escenes d'estudi han estat rodades als Raleigh Studios
  - Louisville High School

## Banda original
- Smooth Rock per Chris Goulstone.
- Take a Ride per Sucker Pump.
- Anything but Down per Sheryl Crow de 1999.
- I Shall Believe per Sheryl Crow de 1993.
- What Led Me to This Town per The Jayhawks de 2000.
- Variations Goldberg de Johann Sebastian Bach de 1740.
- The Number of the Beast per Iron Maiden de 1982.
- L'entrée des dieux au Walhalla de Das Rheingold de Richard Wagner de 1869.
- Severed per Kittie de 2001.

## Crítica
- "Sí, és un típic thriller de Hollywood. Concretament, és un thriller de Sandra Bullock. (...) converteix una fórmula potencialment oblidable en alguna cosa estranyament divertit."[3]

- "Una versió ximple per a la pantalla gran de la televisiva CSI."[4]

- "Gairebé fallida, és un respectable però poc inspirat thriller que és intel·ligent i acurat amb els seus detalls, però definitivament feble en el seu impacte."[5]